# Districtul Larbaâ Nath Irathen
Larbaâ Nath Irathen este un district din provincia Tizi-Ouzou, Algeria.